# The Book of Unwritten Tales 2
The Book of Unwritten Tales 2 est un jeu vidéo d'aventure en pointer-et-cliquer développé par King Art Games et édité par Nordic Games, sorti en 2015 sur Windows, Mac, Linux, Wii U, Nintendo Switch, PlayStation 3, PlayStation 4, Xbox 360 et Xbox One.
Il fait suite à The Book of Unwritten Tales et The Book of Unwritten Tales: The Critter Chronicles.

## Accueil
- Adventure Gamers : 4/5[1]
- Game Revolution : 4/5[2]